# La Presse
La Presse è stato un quotidiano francese fondato nel 1836 da Émile de Girardin. Insieme a Le Siècle è stato uno dei primi grandi quotidiani popolari francesi.

## Storia

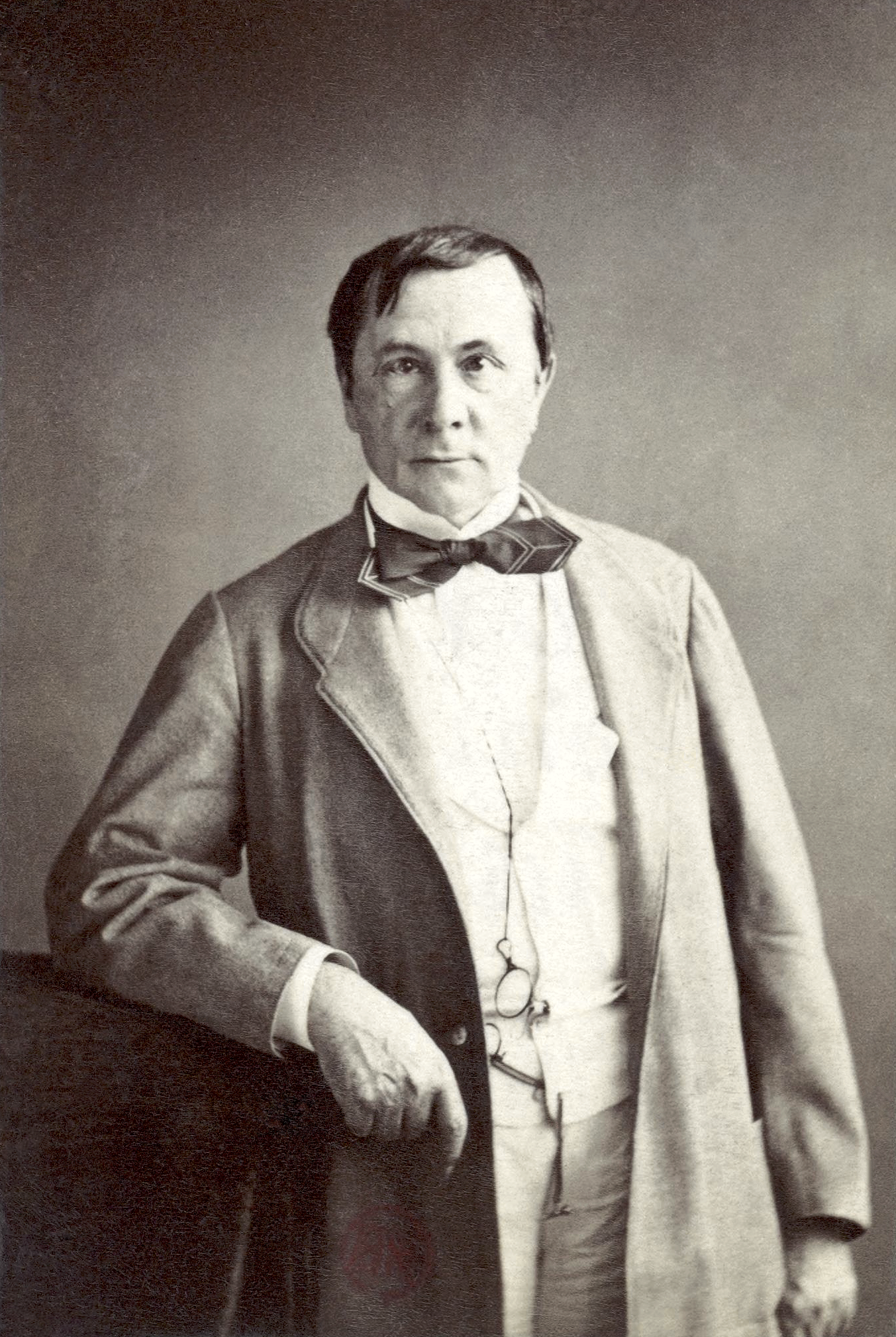
Émile de Girardin
fotografato da Nadar

Il 1º luglio 1836 apparve in edicola il primo numero de La Presse, Journal quotidien, politique, littéraire, agricole, industriel et commercial. Girardin aveva dato de La Presse questa definizione: 
 Egli ambiva a collocarsi fuori della politica ed a creare un quotidiano nel quale la pubblicità svolgesse un ruolo importante quanto quello della redazione.
Girardin criticava i giornali di partito, letti da un piccolo numero di persone, e fece nascere la stampa a grande diffusione dimezzando il prezzo dell'abbonamento, che passò da 80 franchi a 40. La differenza nelle entrate era compensata dagli annunci commerciali, ai quali aprì le colonne del giornale. Girardin è infatti ritenuto l'inventore della "quarta pagina" che fino al Dopoguerra è stata destinata (anche in Italia) ai piccoli annunci.
Il successo fu immediato, sia per il basso prezzo, ma anche grazie ai feuilletons e alla pubblicazione in anteprima a puntate dei romanzi come La signorina Cormon di Balzac, apparso nello stesso 1836, che provocò uno scandalo. Tuttavia, Girardin aveva numerosi oppositori e passò tre anni difficili, dai quali uscì associandosi al banchiere Alexandre Dujarrier. Da quel momento la tiratura passò da 13 483 copie a 63.000. Alla vigilia della rivoluzione del 1848 Girardin non era ancora all'opposizione, ma dopo che il generale Cavaignac ebbe ristabilito la cauzione che in passato era stata imposta ai giornali, il direttore della Presse entrò in conflitto con il governo e si trovò incarcerato alla Conciergerie il 25 giugno 1848. Le pubblicazioni de La Presse furono sospese e il giornale riapparve in edicola nell'agosto seguente.
La Presse sostenne nel tempo posizioni fra loro opposte. Così nel 1848 il giornale di Girardin appoggiò la candidatura di Luigi Napoleone Bonaparte alla presidenza della repubblica, ma dopo il colpo di stato del 1851, Émile de Girardin dovette rifugiarsi a Bruxelles per le minacce ricevute. Quando tornò nel 1852, riprese la direzione del giornale e le vendite tornarono a salire dopo che si dichiarò "conservatore progressista". Successivamente, quando il giornale rischiava di essere soppresso, Girardin vendette la sua partecipazione a Moïse Polydore Millaud, fondatore del Petit Journal. Dopo di allora La Presse cambiò numerosi proprietari: Auguste Nefftzer (1856-57), Félix Solar, Alphonse Peyrat, Adolphe Guéroult de Mirès, Arsène Houssaye. Quando ne riacquistò la proprietà, Girardin sperava molto nel "liberalesimo" dell'imperatore. ma fu ancora una volta deluso e La Presse dovette sospendere le pubblicazioni durante la Comune. Quando il giornale riapparve sotto la direzione di Arthur de La Guéronnière, era diventato una pubblicazione bonapartista, ovvero conservatrice.
Il 10 maggio 1927 il quotidiano titolò: « Nungesser et Coli ont réussi ! » ("Nungesser e Coli ce l'hanno fatta!), quando invece il loro aeroplano era scomparso durante la traversata dell'Atlantico: questo errore portò alla disaffezione dei lettori e poi al fallimento.

## Collaboratori

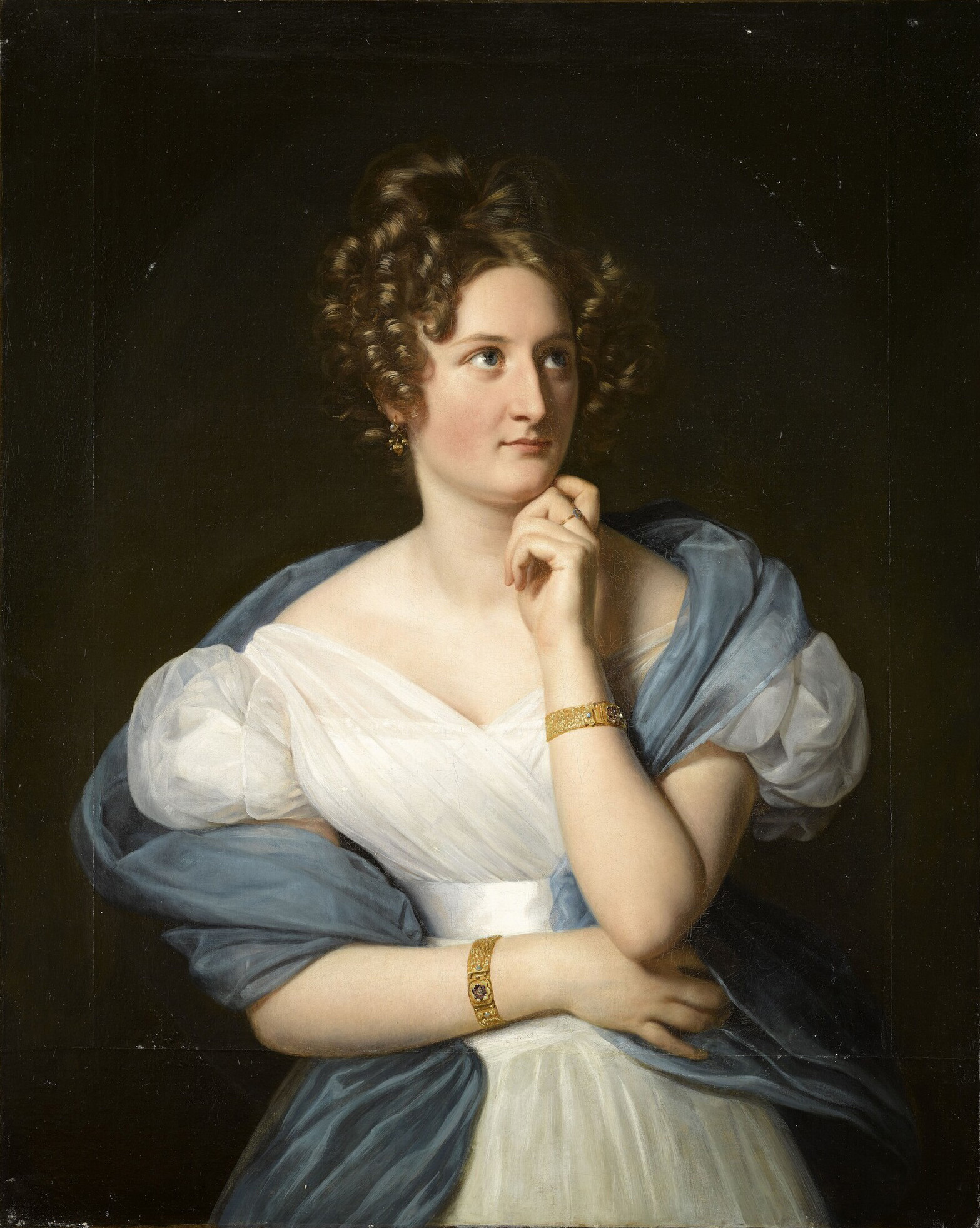
Delphine de Girardin, alias « Vicomte de Launay », chroniqueuse à La Presse dans les années 1840

Girardin si rivolse a Victor Hugo, Alexandre Dumas, Frédéric Soulié e Eugène Scribe. Affidò a Théophile Gautier il ruolo di ciritico d'arte: il suo primo articolo ebbe per argomento i dipinti di Delacroix nella Camera dei Deputati. Gautier ebbe anche la funzione di critico teatrale e firmò degli articoli con Gérard de Nerval. Delphine de Girardin (nata Delphine Gay e moglie di Émile de Girardin), curò la rubrica Courriers de Paris ("notizie di Parigi") sotto lo pseudonimo di vicomte de Launay ("visconte di Launay"). L'italiano Ferdinando Petruccelli della Gattina era un celebre corrispondente del giornale.

## Romanzi pubblicati
- 1836: La signorina Cormon, Balzac
- 1837: La banca Nucingen, Balzac
- 1839: Il curato del villaggio, Honoré de Balzac
- 1840: Il colonnello Bridau, Balzac
- 1847: L'ultima incarnazione di Vautrin, Balzac. Una delle versioni di Splendori e miserie delle cortigiane
- 1848-1850: Memorie d'oltretomba, Châteaubriand
- 1849:  Confidences, Lamartine
- 1854: Storia della mia vita, George Sand[2].

Veri e propri feuilletons furono:
- 1863-1865: La San Felice, Dumas padre, che pubblicò anche dei racconti di viaggio[2].
- Théophile Gautier, Noël Parfait[8] e Paul de Saint-Victor pubblicarono dei feuilletons drammatici[2].
- 1840-1841: Eugène Sue, Matilde, memorie di una giovane donna[2].